# Metsküla (Leisi)
Metsküla – wieś w Estonii, w prowincji Sarema, w gminie Leisi.